# Праздники Германской Демократической Республики
В ГДР официальными праздниками (и выходными днями, не считая случаев, когда день всегда приходится на воскресенье, как, например, Пасха Христова) были следующие дни:
- Новый год — 1 января;
- Страстная пятница — пятница перед Пасхой Христовой;
- Пасха Христова — всегда воскресенье;
- Светлый понедельник — понедельник после Пасхи Христовой (праздник до 1967 года);
- Международный праздничный день борьбы трудящихся за мир и социализм — 1 мая;
- День освобождения — 8 мая (праздник до 1967 года, затем в 1985 году);
- День капитуляции — 9 мая (только в 1975 году, на 30-летие);
- Вознесение Христово — 39-й день после Пасхи Христовой (до 1967 года);
- Пятидесятница — всегда воскресенье;
- Понедельник после Пятидесятницы — 50-й день после Пасхи Христовой;
- День Республики — 7 октября;
- День Реформации — 31 октября (до 1966 года);
- День исповеди и покаяния — 23 ноября (до 1966 года);
- 1-й день Рождества Христова — 25 декабря;
- 2-й день Рождества Христова — 26 декабря.

Отмена ряда праздников в 1966—1967 гг. связана с сокращением рабочего дня (для компенсации).
В ГДР существовали также Почётные и Памятные дни (Ehren- und Gedenktage), не являвшиеся нерабочими, например, день памяти убийства Карла Либкнехта и Розы Люксембург (воскресенье после 15 января), день антифашистских героев (8 февраля), Международный женский день (8 марта), международный день молодёжи и студентов (24 апреля), другие международные дни (грамотности, детей, мира, борьбы с расовой дискриминацией и др.), день Интербригад (18 июля), годовщины Октябрьской революции (7 ноября), начала ВОВ (22 июня) и Потсдамского соглашения (2 августа), дни солидарности с народами ЮАР и Палестины, дни основания КПГ, СЕПГ, Союза молодёжи и пионерской организации, а также дни работников разных сфер труда, аналогичные «дням» работников в СССР.